# Европейское математическое общество
Европейское математическое общество (англ. European Mathematical Society) — научное общество, объединяющее математиков из Европы. Его члены — различные математические общества стран Европы, академические учреждения и отдельные учёные.

## История
Европейское математическое общество было основано в 1990 году в Мадралине (Польша).
В него входят около пятидесяти международных и национальных обществ, около двадцати академических учреждений и около двух тысяч индивидуальных членов. Общество является одним из издателей журнала «Zentralblatt MATH».

### Президенты EMS
1. Фридрих Хирцебрух, 1990–1994;
2. Жан-Пьер Бургиньон, 1995–1998;
3. Рольф Ельч, 1999–2002;
4. Джон Кингман, 2003–2006;
5. Арий Лаптев, 2007–2010;
6. Марта Санц-Соле, 2011–2014;
7. Павел Экснер, 2015 — по настоящее время.

## Цели
1. Продвижение математических исследований, как академических, так и прикладных.
2. Развитие математического образования.
3. Расширение связей между математиками и обществом.
4. Помощь во взаимодействии между математиками разных стран.
5. Формирование идентичности европейских математиков.
6. Представление математического сообщества в наднациональных учреждениях.

## Конгресс
Раз в 4 года проводит Европейский математический конгресс.

## Награды
Присуждает следующие награды::
- Премия Европейского математического общества, присуждается с 1992 года[4].
- Премия Феликса Клейна[нем.], с 2000 года[5].
- Премия Отто Нейгебауэра, с 2012 года[6]